# Say It (álbum)
Say It es el álbum debut de Britt Nicole que salió al mercado el 21 de mayo de 2007 contiene canciones como "Believe" y "Set the World On Fire"

## Lista de canciones
1. "Holiday" (Adam Smith; Britt Nicole; Tedd Tjornhom)
2. "Believe" (Adam Smith; Britt Nicole; Rob Hawkins; Tedd Tjornhom)
3. "Set the World on Fire" (Britt Nicole; Cindy Morgan; Jason Ingram)
4. "Sunshine Girl" (Adam Smith; Britt Nicole; Joe Pangallo; Tedd Tjornhom)
5. "Ready" (Aaron Rice; Britt Nicole; Josiah Bell; Robert "Aurel M" Marvin)
6. "You" (Britt Nicole; Cindy Morgan; Tedd Tjornhom)
7. "When She Cries" (Adam Smith; Britt Nicole; Greg Bieck; Tyler Hayes Bieck)
8. "Good Day" (Britt Nicole; Jason Ingram; Tedd Tjornhom)
9. "Don't Worry Now" (Britt Nicole; Jeremy Bose; Tedd Tjornhom)
10. "Say It" (Nicole; Cindy Morgan; Jason Ingram; Tedd Tjornhom)
11. "World That Breaks" (Aaron Rice; Britt Nicole; Josiah Bell; Robert Marvin)
12. "Come What May" (Japan Bonus Track) (Britt Nicole; Cindy Morgan; Jason Ingram; Tedd Tjornhom)
13. "Believe" (Acoustic Mix) [Japan Bonus Track] (Adam Smith; Britt Nicole; Rob Hawkins; Tedd Tjornhom)
14. "Last Christmas" [Japan Bonus Track] (George Michael)

### Sencillos
| Año  | Canción                 | Tablas                                | Posición |
| ---- | ----------------------- | ------------------------------------- | -------- |
| 2007 | "You"                   | Billboard's Hot Christian Songs chart | 6        |
| 2007 | "Believe"               | Billboard's Hot Christian Songs chart | 2        |
| 2008 | "Set the World On Fire" | Billboard's Hot Christian Songs chart | 11       |

### Canciones Internacionales
- "Holiday" (2007, UK)[2]
- "When She Cries" (2007, UK)[2]
- "Don't Worry Now" (2008, Australia)[3]

### Videos
- "Believe" (2007)
- "Holiday" (2009)